# Alilengijska obveza
Alilengijska obveza ili sustav Alilengija je bila bizantska porezna obveza, uvedena Traktatom o oporezivanju u prvoj polovici 10. stoljeća koja je susjedima napuštenih i neobrađenih zemlji nametala plaćanje poreznog iznosa za takvu zemlju, bez obzira na to da li je obrađuju ili ne. Ova je obveza uzrokovala sve češće napuštanje zemlje siromašnih seljaka, te država uskoro sve češće počinje odustajati od alilengijske obveze, i uvode se tzv. klazme, tj. izdvajanje napuštene zemljišne zajednice seoskih općina.